# スキだから
「スキだから」は、2017年5月10日に発売された郷ひろみ102作目のシングル。

## 解説
初回生産限定盤は「スキだから」ミュージックビデオ＋メイキング収録DVD付属。ジャケット写真の異なる通常盤CDも同日発売。
元々は久宝留理子のアルバム「紅孔雀」に提供した曲であり、この曲を作詞した康珍化の意向によるカバーである。また久宝のアルバム発売から17年後の発表であり、久宝の歌詞では「電話」となっている所を、今作では「メール」となっている等、時代背景や郷用に一部歌詞を変更している。

## 収録曲
1. スキだから（5分44秒）
  - 作詞:康珍化／作曲:上野義雄
2. Stay together（3分39秒）
  - 作詞：Akira Sunset／作曲：Akira Sunset／ha-j
3. スキだから 〜Instrumental〜
4. Stay together 〜Instrumental〜